# Never Rarely Sometimes Always
Never Rarely Sometimes Always es una película dramática estadounidense-británica del 2020, escrita y dirigida por Eliza Hittman. Está protagonizada por Sidney Flanigan, Talia Ryder, Théodore Pellerin, Ryan Eggold y Sharon Van Etten. Tuvo su estreno mundial en el Festival de Cine de Sundance el 24 de enero de 2020. También fue seleccionada para competir por el Oso de Oro en la sección principal de la competencia en el 70.º Festival Internacional de Cine de Berlín, donde ganó el Oso de Plata al Gran Premio del Jurado.
La película fue lanzada en los Estados Unidos el 13 de marzo de 2020 por Focus Features.

## Argumento
Autumn Callahan (Sidney Flanigan), una chica de 17 años muy introvertida, sospecha que está embarazada y va a un centro de crisis para embarazadas. En el centro, se somete a una prueba farmacéutica que confirma que está embarazada de 10 semanas. Aunque ella inmediatamente quiere interrumpir el embarazo, le entregan información sobre la adopción y le muestran un video contra el aborto.
Después de darse cuenta de que no puede abortar en Pensilvania, su lugar de residencia, sin el consentimiento de sus padres, trata de inducirse un aborto espontáneo consumiendo medicamentos y golpeándose en el estómago. Cuando esos métodos fallan, ella le confía a su prima, Skylar (Talia Ryder), que está embarazada. Skylar roba dinero en efectivo del supermercado donde ambas trabajan, y compran boletos para irse a la ciudad de Nueva York.
En el autobús se encuentran con Jasper (Théodore Pellerin), un joven que se muestra interesado en Skylar, a pesar de que ella trata de evitarlo.
En la clínica Planned Parenthood, Autumn se entera de que el centro de crisis de embarazo le mintió acerca de qué tan avanzada estaba y que en realidad tiene 18 semanas de embarazo. Aunque todavía puede abortar, debe ir a una clínica secundaria a la mañana siguiente para realizarse el aborto.
Autumn y Skylar pasan una noche incómoda en el metro y jugando en una sala de juegos. A la mañana siguiente en la clínica, Autumn se entera de que un aborto en el segundo trimestre es un procedimiento de dos días y que pagar el aborto eliminará la mayor parte de sus fondos. El consejero también le hace una serie de preguntas sobre su vida íntima, que revelan que Autumn ha sido abusada física y sexualmente por sus parejas.
Sin dinero, Skylar se da cuenta de que ambas no tienen forma de volver a casa. Mientras Autumn se niega a dejar que Skylar llame a cualquiera de sus madres, Skylar se acerca a Jasper, quien las lleva a los bolos y al karaoke. Al final de la noche, Skylar le pide a Jasper que les preste el dinero para sus boletos de autobús, lo cual él acepta. Skylar se va con Jasper para buscar un cajero automático, y Autumn luego va a buscarlos. Ella los encuentra besándose detrás de una columna. Al darse cuenta de que a Skylar no se siente cómoda, Autumn agarra la mano de Skylar por detrás de la columna para consolarla.
Por la mañana, Autumn va a su cita y aborta. Autumn y Skylar van a un restaurante, donde Skylar le hace preguntas sobre el procedimiento, pero Autumn sigue siendo distante y retraída. Finalmente, las dos viajan en autobús de regreso a Pensilvania.

## Reparto
- Sidney Flanigan como Autumn.
- Talia Ryder como Skylar.
- Théodore Pellerin como Jasper.
- Ryan Eggold como Ted.
- Sharon Van Etten como madre.
- Kelly Chapman como trabajadora social.
- Kim Rios Lin como anestesiólogo.
- Drew Seltzer como gerente.
- Carolina Espiro como asesora financiera.

## Producción
En abril de 2019, se anunció que Sidney Flanigan, Talia Ryder, Théodore Pellerin, Ryan Eggold y Sharon Van Etten se habían unido al elenco de la película, con Eliza Hittman dirigiendo un guion que ella misma escribió. Adele Romanski y Sara Murphy producirían la película bajo la marca de Pastel Productions, mientras que Rose Garnett, Tim Headington, Elika Portnoy y Alex Orlovsky serán los productores ejecutivos de la película bajo la marca de BBC Films y Tango Entertainment, respectivamente. Focus Features se haría cargo de su distribución.
La fotografía principal comenzó en febrero de 2019.

## Lanzamiento
Tuvo su estreno mundial en el Festival de Cine de Sundance el 24 de enero de 2020. Fue lanzada en los Estados Unidos el 13 de marzo de 2020. Debido a la pandemia de COVID-19, la película fue lanzada en video on demand el 3 de abril de 2020. Focus Features debatió sobre relanzar la película en los cines, sin embargo, esto no tuvo efecto debido a la dificultad de que los cines volvieran a abrir. Se lanzó a través de video on demand en el Reino Unido el 13 de mayo de 2020, después de haber sido planeado inicialmente para un estreno en cines.

## Recepción
En los cines, Never Rarely Sometimes Always recaudó $ 16,565.
En el sitio web de críticas Rotten Tomatoes, la película tiene una calificación de aprobación del 99% basada en 157 reseñas, y una calificación promedio de 8.57/10. El consenso de críticos del sitio dice: "Actuada y dirigida con fuerza, Never Rarely Sometimes Always reafirma a la escritora y directora Eliza Hittman como una cineasta de sensibilidad y gracia poco comunes". En Metacritic, la película tiene una puntuación media ponderada de 92 de 100, basada en 32 críticas, lo que indica "aclamación universal".

## Premios y nominaciones
| Premio                                   | Categoría                                             | Nominado                    | Resultado | Ref(s) |
| ---------------------------------------- | ----------------------------------------------------- | --------------------------- | --------- | ------ |
| Festival Internacional de Cine de Berlín | Oso de Oro a Mejor Película                           | Eliza Hittman               | Nominado  | [ 16 ] |
| Festival Internacional de Cine de Berlín | Oso de Plata al Gran Premio del Jurado                | Eliza Hittman               | Ganador   | [ 16 ] |
| Festival de Cine de Sundance             | Premio especial del Jurado: US Dramatic - Neorealismo | Eliza Hittman               | Ganador   | [ 17 ] |
| Festival de Cine de Sundance             | Premio del Gran Jurado: US Dramatic                   | Eliza Hittman               | Nominado  | [ 17 ] |
| Heartland Film Festival                  | Truly Moving Picture Award                            | Eliza Hitman Focus Features | Ganador   | [ 18 ] |